# Spirits in the Material World
Spirits in the Material World è il terzo singolo - il secondo al di fuori del Regno Unito - estratto da Ghost in the Machine, quarto album del gruppo musicale britannico The Police, di cui è la traccia d'apertura.

## Il singolo
Nella canzone sono presenti, cosa inusuale per il gruppo, sassofono e sintetizzatori. Il pezzo procede con un ritmo reggae, che vira verso un più spavaldo ritmo rock nel ritornello. Il singolo raggiunse la posizione n. 12 nel Regno Unito e la n. 11 negli Stati Uniti. La canzone fu ripresa occasionalmente da Sting nei suoi concerti da solista nel 1987 e nel 1990, e successivamente nel tour Broken Music del 1995.

## Tracce
1. Spirits In The Material World – 3:01
2. Low Life – 3:45

## Formazione
- Sting - voce, basso, sintetizzatore, sassofono
- Andy Summers - chitarra, sintetizzatore Prophet-5
- Stewart Copeland - batteria
- Olaf Kubler - sassofono in Low Life

## Classifiche
| Classifica (1981/82)          | Posizione massima |
| ----------------------------- | ----------------- |
| Australia                     | 50                |
| Belgio (Fiandre)              | 8                 |
| Canada                        | 13                |
| Francia                       | 11                |
| Germania                      | 44                |
| Irlanda                       | 6                 |
| Paesi Bassi                   | 8                 |
| Regno Unito                   | 12                |
| Stati Uniti                   | 11                |
| Stati Uniti (mainstream rock) | 7                 |